# Ferran Ardèvol i Miralles
Ferran Ardèvol i Miralles (* 5. Oktober 1887 in Barcelona; † 29. Oktober 1972 ebenda) war ein katalanischer Musikwissenschaftler, Orchesterleiter, Pianist und Komponist. Als Pianist gehörte Ardèvol der Katalanischen Pianistenschule an.

## Leben und Werk
Ardèvol war Schüler von Josep Rodoreda und Carles Vidiella am Städtischen Konservatorium von Barcelona.
Er war von 1901 bis 1904 Dirigent des Orfeó Nova Catalònia und von 1910 bis 1912 des Orfeó Canigó. In dieser Zeit entstanden erste Kompositionen wie das Quartett in g-Moll und die Messe in h-Moll, die beide vom Orfeó Canigó uraufgeführt wurden.
Aus einem tiefen musikpädagogischem Interesse heraus gründete er 1917 das Institut Musical Acadèmia Ardèvol. Infolge dieser Gründung entstanden kammermusikalische Musikensembles wie das Trio Ardèvol mit dem Geiger Ferran Guerin und dem Cellisten Ferran Pérez, das Quartett Ardèvol, das aus den eben schon genannten Trio-Mitgliedern und der Geigerin Gracià Tarragó bestand, sowie das Orquestra de Cambra Ardèvol, das Kammerorchester Ardèvol. Diese Ensembles spielten im Kulturleben der Stadt Barcelona der 1920er Jahre eine gewichtige Rolle.
Ardèvol hat mehrere Werke geschrieben, darunter die Symphonie zur Weltausstellung 1929 in Barcelona. Gewürdigt wurde er jedoch hierfür erst in den 1950er Jahren mit zwei Auszeichnungen der Stadt Barcelona.
Während des Spanischen Bürgerkrieges arbeitete er als Lehrer am Barceloneser Liceu. Nach Francos Sieg im Bürgerkrieg musste er nach Gijón umziehen, wo er eine Musikschule leitete. 1953 konnte er nach Barcelona zurückkehren.